# 1876 في كندا
فيما يلي قوائم الأحداث التي وقعت خلال عام 1876 في كندا.

## سياسة

### تعيين في المنصب
- 1 يناير – ألبرت نورتن ريتشاردز Lieutenant Governor of British Columbia [الإنجليزية]‏.
- 1 يناير – بيتر موريسون عمدة تورونتو [الإنجليزية]‏.

### انتهاء فترة المنصب
- 3 يونيو – جون هولمز عضو مجلس الشيوخ الكندي ‏.
- 3 أغسطس – جون روبرتسون عضو مجلس الشيوخ الكندي ‏.

## مواليد

### يناير
- 1 يناير – جاي ك. إل. روس
- 8 يناير – جيمس بلانشارد سياسي كندي.
- 8 يناير – ماثيو روبرت بليك سياسي كندي.
- 9 يناير – أرشيبالد جون ماكدونالد سياسي كندي.
- 9 يناير – روبرت ماكليستر سياسي كندي.
- 17 يناير – جورج ميلز سياسي كندي.
- 23 يناير – ويليام جونستون سياسي كندي.

### فبراير
- 23 فبراير – ويليام مونرو أرشيبالد

### مارس
- 5 مارس – ويليام بارنز لاعب رماية كندي.
- 15 مارس – فرانك ويليام غرين سياسي كندي.
- 19 مارس – جورج دوغلاس ستانلي سياسي كندي.

### أبريل
- 7 أبريل – الكسندر إدواردز سياسي كندي.
- 25 أبريل – جاكوب نيكول سياسي كندي.
- 28 أبريل – جون كرايغ إيتون

### مايو
- 3 مايو – جيمس إي. موراي سياسي أمريكي.
- 18 مايو – ويليام ألبرت أتكينسون سياسي كندي.
- 21 مايو – سيراس إس. تشينغ رجل أعمال من الولايات المتحدة الأمريكية.

### يونيو
- 5 يونيو – فيل بويد مُجدّف كندي.

### يوليو
- 2 يوليو – هارييت بروكس فيزيائية كندية.
- 4 يوليو – جون مورو روب سياسي كندي.
- 16 يوليو – جورج كلوتير لاعب لاكروس كندي.
- 18 يوليو – والاس مكدونالد سياسي كندي.
- 20 يوليو – والاس كرايغ نفساني من الولايات المتحدة الأمريكية.
- 21 يوليو – توماس ميلر سياسي كندي.

### أغسطس
- 17 أغسطس – هاري مارشال أرسكين إيفانز مستكشف كندي.
- 23 أغسطس – ويليام ميلفيل مارتن سياسي كندي.

### سبتمبر
- 5 سبتمبر – نورمان فرانك ويلسون سياسي كندي.
- 6 سبتمبر – بوردمان روبنسون رسام كندي.
- 10 سبتمبر – جون لانسلوت تود

### أكتوبر
- 6 أكتوبر – إرنست لابوينت سياسي كندي.
- 20 أكتوبر – توني جينجراس لاعب هوكي جليد كندي.

### نوفمبر
- 18 نوفمبر – إدي كونولي ملاكم كندي.

### ديسمبر
- 1 ديسمبر – بروس وليامز لاعب رماية كندي.
- 7 ديسمبر – نيلسون سبنسر سياسي كندي.
- 9 ديسمبر – بيرتون تشيرشل ممثل كندي.
- 24 ديسمبر – فرانك بورتر باترسون سياسي كندي.

## وفيات

### يناير
- 23 يناير – جيمس ويليام روبرتسون (مواليد 1826) سياسي نيوزيلندي.

### فبراير
- 5 فبراير – جورج ريان (مواليد 1806) سياسي كندي.

### مايو
- 5 مايو – فريدريك توماس غرين (مواليد 1829) مستكشف كندي.

### يونيو
- 13 يونيو – كورتيس جيمس بيرد (مواليد 1838) سياسي كندي.
- 25 يونيو – دونالد مكينتوش (مواليد 1838)
- 25 يونيو – مارك كيلوغ (مواليد 1831) صحفي من الولايات المتحدة الأمريكية.

### سبتمبر
- 4 سبتمبر – جورج بنسون هال جونيور (مواليد 1810)